# 鍾昌 (隆慶進士)
鍾昌（1537年—？），字繼文，號礪山，廣東廣州府東莞縣人，竈籍，明朝政治人物。

## 生平
隆慶元年（1567年）丁卯科廣東鄉試第四十六名舉人。隆慶五年（1571年）中式辛未科三甲第一百五十一名進士。户部觀政，授阳朔知县，六年调义乌县，萬曆元年（1573年）奏留阳朔，三年行取，四年升户部主事，八年升员外郎、郎中，出为常德知府，丁憂歸。十六年复除彰德知府，十七年四月升福建盐运使，二十年五月升浙江左参政，丁憂。二十三年四月补山东左参政，二十六年六月升云南按察使，二十八年九月升本省右布政使，三十年閏二月加太仆寺卿致仕。

## 家族
曾祖鍾英，義官；祖父鍾廷偉；父鍾禎，母王氏；繼母陳氏。